# 51号兵站 (电视剧)
《51号兵站》是2006年中国大陆出品的一部电视连续剧，改编、翻拍自经典同名电影《51号兵站》，2007年5月16日起在央视一套黄金时间播出。

## 评价
该剧获得媒体和观众好评，央视一套首播期间在北京地区收视率稳居前三。
演员杜淳凭此剧获南方电视台“2007南方盛典”年度最佳男主角。该剧也获得“2007南方盛典”的“最佳电视剧出品公司奖”，获奖者为共同出品该剧的中国国际电视总公司和南方电视台。